# Fimalac
Fimalac est une société holding française fondée et dirigée par le milliardaire Marc Ladreit de Lacharrière. Elle développe cinq pôles d’activités : le secteur numérique avec Webedia et The Boxoffice Company (Allociné), le secteur du divertissement avec Fimalac Entertainment, le capital investissement avec 5 % de Warburg Pincus, les activités immobilières avec North Colonnade Ltd. et l’hôtellerie et les loisirs avec Fimalac Développement.

## Histoire
Fimalac est créée par Marc Ladreit de Lacharrière en 1991. Il la dirige et, depuis juillet 2017, en détient 100 % du capital. Son siège social se situe à Paris. La société opère aux États-Unis, au Canada, au Royaume-Uni, en France et autres membres de l'Union européenne, en Asie, et en Amérique du Sud.
En 2005, Fimalac acquiert Algorithmics (en), entreprise spécialisée dans l'analyse et la gestion du risque, qu'elle cèdera en octobre 2011 à IBM pour un montant de 387 millions de dollars.
En 2011, Fimalac rachète 40 % du Groupe Barrière, notamment avec le rachat des parts détenues par Accor (34 %) pour 186 millions d'euros.
Au cours de l'année 2013, alors qu'il émet le souhait de racheter le site internet Dailymotion, Fimalac multiplie les acquisitions :
- Le 17 mai 2013, il rachète la majorité du capital de Webedia, société créée en 2007 par Guillaume Multrier et 10e groupe média français sur internet (plus de 10 millions de visiteurs uniques, avec ses sites internet PurePeople, PureTrend, PureMédias ou PureCine)[7].
- En juillet 2013, Fimalac rachète 98 % du capital du groupe Allociné pour un prix de 66,9 millions d'euros[8].
- Le 29 octobre 2013, Fimalac rachète 50 % du capital de Kyro, filiale de France Billet, lui permettant, par une augmentation de capital, de se porter acquéreur de la société Datasport, société spécialisée dans la gestion de billetterie sportive[9].
- Newsring et Youmag sont achetés par Fimalac en novembre[10].
- En décembre, le site culinaire 750g[11] et la plateforme culturelle Exponaute[12] deviennent la propriété du groupe, via sa nouvelle filiale Webedia[13].

Le 5 juin 2014, Webedia rachète le site Jeuxvideo.com à Hi-Media (88 %) et à son cofondateur Sébastien Pissavy (12 %) pour la somme de 90 millions d'euros.
En octobre 2021, Fimalac s'associe au fonds américain Bain Capital dans le but d'acquérir 20 à 30 % d'Equans, une filiale d'Engie, en vente depuis le mois de septembre. Cette dernière sera finalement rachetée par Bouygues.

## Activités
Fimalac se positionne aujourd’hui autour de cinq pôles d’activités

### Secteur numérique
Fimalac développe son activité sur le secteur numérique depuis juillet 2013 avec le rachat de Webedia (Fimalac possède 88,8 % du capital au 30 juin 2016 à l'issue d'une augmentation de capital) et ambitionne de devenir un acteur de premier plan sur ses thématiques spécialisées sur le net. Webedia est présent notamment en Allemagne, en Espagne, au Brésil, en Turquie et au Moyen-Orient et plus récemment aux États-Unis. En 2016, Webedia touche 28 millions de visiteurs uniques en France chaque jour et 90 millions à l'international.
Webedia développe aujourd'hui cinq thématiques spécifiques dans le numérique :
- le cinéma avec The Boxoffice Company (notamment Allociné en France, MoviePilot en Allemagne, Westworld Media aux États-Unis),
- les jeux vidéo (notamment Jeuxvideo.com et Millenium),
- la mode / beauté,
- la cuisine et la gastronomie (750g)
- le tourisme (Easyvoyage)

Le secteur numérique a enregistré un chiffre d'affaires en 2015 de 134,6 millions €.

### Secteur divertissement
Fimalac se positionne aussi sur le secteur du divertissement avec notamment son association dès 2010 avec Gilbert Coullier pour une prise de participation de 60 % dans la société Gilbert Coullier Productions. Le groupe a progressivement investi dans ce secteur en prenant des participations dans d'autres sociétés de production et en créant la société Pôle Nord.
Fimalac a aussi pris le contrôle majoritaire de Vega (leader français de l’exploitation de salles dédiées aux spectacles, aux sports et aux manifestations économiques et évènementielles).
En 2016, Fimalac possède, via sa filiale Fimalac Entertainment (ex-3S Entertainment) qui a réalisé 247 millions de chiffre d'affaires en 2015, elle-même détenue par la holding Fimalac Développement domiciliée au Luxembourg, douze sociétés de production (dont Gilbert Coullier Productions, Thierry Suc, Auguri, etc.), 101 salles de spectacle en France (dont la salle Pleyel, les 35 casinos Barrière, les cinq théâtres parisiens que sont Comédia, Comedy Club, Marigny, Madeleine, Porte-Saint-Martin). La société emploie 2 000 salariés, accompagne 200 artistes, organise 8 000 événements par an. La société possède également une soixantaine de sites dont quatre parcs d'exposition, au Havre notamment, 11 salles de spectacle dont les zéniths de Strasbourg et de Dijon ou le Silo à Marseille, ainsi que 33 espaces aquatiques et 12 stades polyvalents dont Grenoble, Metz et Bordeaux. Depuis l'arrivée en France de Live Nation et d'AEG vers la fin des années 2000, l'entreprise subit la concurrence de ces deux organisateurs mondiaux.

### Hôtellerie de luxe et loisirs
Au travers de sa filiale Fimalac Développement, Fimalac détient des participations dans le secteur de l'hôtellerie et des loisirs. Elle détenait notamment 40 % du Groupe Barrière, leader en France et en Suisse sur le marché des casinos et référence de l'hôtellerie, et 10 % de la Société fermière du casino municipal de Cannes qui exploite deux casinos et deux hôtels prestigieux à Cannes. En 2023, la holding cède ses 40 % à la famille Barrière pour environ 325 millions d'euro.

### Capital investissement
Fimalac détient 5 % de Warburg Pincus depuis le 28 octobre 2015.

### Activités immobilières
Le groupe Fimalac détient des actifs immobiliers à Londres, New York et Paris.
Au travers de sa filiale North Colonnade Limited, le groupe détient depuis 2007 un immeuble de bureaux d'une surface d'environ 33 000 m² à Londres dans le quartier financier de Canary Wharf. L'immeuble est intégralement loué pour partie à Fitch et pour le reste au Cabinet KPMG.
À New York, le groupe a acquis en juin 2016 un immeuble de bureaux d'environ 10 000 m², à Manhattan. Les étages inférieurs de cet immeuble sont loués par le groupe de luxe Valentino.
A Paris, Fimalac a finalisé l'acquisition en juin 2016 d'un immeuble de bureaux d'environ 12 000 m² à Levallois-Perret. Cet immeuble était loué auparavant par sa filiale Webedia.
Avec ces actifs, l'objectif de Fimalac est de générer des revenus récurrents à long terme.

### Activité cédée
Fimalac a vendu l'intégralité de Fitch Group à Hearst Corporation entre mars 2015 et avril 2018 pour un total de 4,8 milliards de dollars.

## Organisation

### Direction de l'entreprise
Conseil d'administration (au 15 juin 2016) :
- président-directeur général : Marc Ladreit de Lacharrière
- administrateurs :
  - Éléonore Ladreit de Lacharrière, représentante du groupe Marc de Lacharrière ;
  - Pierre Blayau, président de la Caisse centrale de réassurance
  - Clarisse Ladreit de Lacharrière, membre du directoire de groupe Marc de Lacharrière ;
  - Jérémie Ladreit de Lacharrière, membre du directoire de groupe Marc de Lacharrière ;
  - Philippe Lagayette, administrateur de Renault ;
  - Bernard de Lattre ;
  - Thierry Moulonguet ;
  - Jean-Charles Naouri, président directeur général de Casino Guichard Perrachon ;
  - Étienne Pflimlin, président d'honneur du Crédit mutuel ;
  - Bernard Pierre, président du conseil de surveillance de Fremapi ;
  - Thomas Piquemal
- censeurs :
  - Henri Lachmann, administrateur de Schneider Electric

### Données boursières
Jusqu'en juillet 2017, l'action Fimalac était cotée sur le marché d'Euronext Paris, compartiment A (code ISIN FR0000037947 - code Reuters FIM).
Le titre faisait partie de l'indice CAC All Shares.

### Actionnariat
Depuis le 17 juillet 2017, Fimalac a été retirée de la bourse. Marc Ladreit de Lacharrière détient depuis 100 % du groupe.